# 布拉尼岛
布拉尼岛是新加坡南部的一座岛屿，靠近吉宝港口，地处新加坡主岛与圣淘沙岛之间。岛上建有集装箱码头区，有5个干线泊位和3个支线泊位，码头线总长2393米。有大桥与新加坡主岛相通。新加坡的警察海岸保卫处的总部位于该岛。